# الدوري التونسي لكرة اليد 2013–14
الدوري التونسي لكرة اليد 2013-2014 هو الدورة 59 من الدوري التونسي لكرة اليد. شارك فيها 12 فريقا.

فاز بهذا الموسم الترجي الرياضي التونسي، وجاء ثانيا النادي الإفريقي.

## روابط خارجية
- الموقع الرسمي للجامعة التونسية لكرة اليد.